# 蕭龍
蕭龍，廣東潮州府潮阳县人，明朝政治人物。

## 生平
成化二年（1466年）丙戌科进士，任南京戶科給事中。歸鄉養病。成化十二年（1476年）因收受田地，強占人女為妾事發，謫邊境衛所充軍。